# Gérard Leroy
Gérard Leroy est un footballeur français né le 23 août 1935 à Lorient. Il était milieu offensif gauche.

## Palmarès
- Coupe Charles Drago : 1963 et 1964